# Петар Коришки
Преподобни Петар Коришки је српски хришћански светитељ. Родом је био из села Корише, близу манастира Светог Марка, код Призрена. У манастиру Св. Марка подвизао се иначе Марко Коришки, ујак Св. Петра Коришког.
Постоји предање по коме је био из једног села код Пећи. Помиње се као завичај његов и Диоклеја Хвостанска.
Мучио се Петар у младости као сиромах, орући земљу на једном ћоравом волу. Био је притом необично кротак и безгневан. Са својом сестром Јеленом удаљио се рано од људи, решен на испоснички подвиг. Подвизавао се врло тешко и истрајно, у самоћи, у некој од високих недоступних пештера Алтине (околине Ђаковице). У хришћанској традицији помиње се да је из тешке борбе са демонским искушењима изашао као победник. Када се смирио и достигао виши духовни степен, прешао је да живи надомак села Корише, у једној малој пећини, неправилног облика. У пећини као богомољи биле су фреске, чијег осликавања је он био ктитор. Пећина испосница била је заклоњена, теже доступна, постављена на стрмој литици у кањону Коришке реке. Наспрам те пећине је друга, испосница његове сестре Јелене са црквом Богородичином. Око њега се сабрало мноштво монаха, и он им је био наставник. Формирао је ту Петар малу коришку Свету Гору, око манастира посвећеног њему (манастир Св. Петра Коришког). Бежећи од славе људске, која га је и ту почела узнемиравати, он се неко време склонио у Црну Реку, где се доцније потом подвизавао свети Јоаникије Девички. Преминуо је у дубокој старости у својој пештери Кориши. Хришћани верују да се оне ноћи када је умро, видела светлост од много свећа у његовој пећини и да се чуло анђелско појање (певање).
"Свети и преподобни отац наш" (Петар) живео је у XIII веку, а умро је крајем тог века, неутврђене године, 5. јуна (или 29. јуна?). Био је једно време он млади испосник у манастиру Св. Арханђела код Призрена. Српски цар Душан је долазио са породицом 1355. године, да се ту поклони моштима светитеља. Над његовим моштима цар Душан подигао је цркву, која је била хиландарски метох. Цркву је градио хиландарски старац Григорије, тако што је исту поставио уз пећину испосницу. Касније је остатак моштију светог Петра пренет тајно у Црну Реку, где се и данас налази.
Петрова црква је била једнобродна грађевина, наслоњена на литицу и у њој је био свечев гроб. Из цркве се кроз вратанца улазило у пећину. Када је порушен храм 1760. године који је он подигао изнад села Корише (и њему посвећен), и у којем су чуване његове мошти, оне су убрзо склоњене. Сељаци из колашинског села Брњака пренели су 1763. године његове мошти у оближњи манастир Св. Арханђела, задужбину Св. Јанићија. У ћивоту је сахрањена и књига коју је светац увек носио са собом. У најстаријој велешкој цркви, Св. Спаса откривене су фебруара 1926. године мошти светитељеве (Св. Петар Српски) у једном лепом сандуку. Биле су ту заједно са моштима Св. Јевстатија, у истом дрвеном ћивоту, окованом споља и изнутра сребром и покривен црвеном кадифом. На сребру је било урезан натпис: "Мошти свјатаго преподобнаго Петра Сербскаго месеца 29. јунија." По трећем запису на сребру, произилази да их је заједно положио, Свети Јоаникије патријарх Српски 30. августа 1752. године. Мошти су ношене по народу за време скупљања прилога за манастир. Тај ћивот са моштима је био строго чуван од Турака и Бугара егзархиста, а доспео је у Велес, како пише на једном папиру "поклоном Светог Арсенија јула 1847. године". Иван Јастребов о њему пише: Рушевине тог манастира Св. Петра и Павла нама су познате и по томе што се у њега повукао Петар Коришки, који се родио у селу Унемиру према његовом животопису у издању Стојана Новаковића. У животопису је речено да се повукао из Уњемира у манастир Св. Петра у Алтину, истога дакле имена. У Алтину није било другог Петропавловског манастира. Управо у овоме манастиру је Петар Коришки желео наставити свој испоснички живот, али је одлучио да се оданде повуче преко хаских планина у планине призренске више Корише. Свети Петар Коришки се родио в Диоклитији Хвостанскије у селу Уњемир. У време Јастребова је у том селу било 15 арнаутских кућа од којих су у пет кућа, људи римокатоличке вероисповести. Голубински је сврставао Св. Петра Коришког у бугарске свеце, и то на основу монаха Теодосија, који је његово житије писао у Рилском манастиру.. Фирза је највеће село у Ибалском округу, има 400 кућа. Ту је био прелаз на Дриму. Чим се пређе су била рушевине старог манастира Св. апостола Петра и Павла, у којем се подвизавао Петар Коришки. Манастир је саграђен на мјесту некада римске станице Гревени и то од материјала од којег је станица била изграђена. Од тог мјеста је остао назив Грија.  Код рушевине те цркве се у доба Јастребова видео надгробни споменик једне кћери римског конзула. Јастребов наводи и латински епитаф. О Светом Петру Коришком, његовој сестри, испосници и легени о њему и змају, преносу моштију из каменог гроба у испосници у манастир Црну реку 1840... писао је и Константин Јиричек.
Српска православна црква слави га 5. јуна по црквеном, а 18. јуна по грегоријанском календару. На средњовековног писца, хиландарског монаха Теодосија је утицао епископ рашко-призренски Григорије, да напише његово житије и службу. То је било Теодосијево последње дело, које је написао на почетку 14. века, између 1309-1310. године.
Албанске власти на Косову су без одобрења СПЦ изводиле грађевинске радове код Испоснице Светог Петра Коришкиг, што је изазвало протест Српске православне цркве 2025. године.